# Росинка (Красноярский край)
Росинка — деревня в Шарыповском районе Красноярского края России. Входит в состав Родниковского сельсовета.

## География
Деревня расположена в 24 км к северу от районного центра Шарыпово.

## История
Деревня Росинка обязана своим рождением появлению совхоза "Золотопродснаба". Первые жители здесь появились в 1934 году. Им предстояло освоить второй участок совхоза, а селение назвали - Второе отделение. В 1976 г. Указом Президиума ВС РСФСР поселок фермы №2 Шарыповского  совхоза переименован в Росинка. Ныне в Росинке действует начальная школа, есть клуб.

## Население
| 2010 |
| ---- |
| 148  |

Гендерный состав
По данным Всероссийской переписи населения 2010 года 68 мужчин и 80 женщин из 148 чел.